# Binghamton Senators
Binghamton Senators byl profesionální americký klub ledního hokeje, který sídlil v Binghamtonu ve státě New York. Své domácí zápasy hráli "Senátoři" v tamní aréně Broome County Veterans Memorial Arena. Klub hrál v letech 2002-2017 a po celou existenci byl záložním celkem týmu NHL Ottawa Senators.
AHL se vrátila prostřednictvím Senators do města po pětileté přestávce. V minulosti hrávali tuto soutěž celky Binghamton Dusters (1977–1980), Binghamton Whalers (1980–1990) a Binghamton Rangers (1990–1997). Nejlepší sezonu klub zažil v ročníku 2010/2011, kdy získal mistrovský titul.
Od sezony 2017/18 tým v soutěži nahradí Belleville Senators. V binghamtonské aréně od stejné sezony působí v rámci AHL Binghamton Devils.

## Úspěchy klubu
- Vítěz AHL - 1x (2010/11)
- Vítěz divize - 3x (2002/03, 2004/05, 2013/14)
- Vítěz konference - 1x (2010/11)

## Výsledky

### Základní část
Zdroj: 
| Sezona  | Zápasy | Výhry | Prohry | Remízy | Prohry(pr.) | Prohry(s.n.) | Body | Góly vstřelené | Góly inkasované | Umístění v divizi |
| ------- | ------ | ----- | ------ | ------ | ----------- | ------------ | ---- | -------------- | --------------- | ----------------- |
| 2002/03 | 80     | 43    | 26     | 9      | 2           | —            | 97   | 239            | 207             | 1. ve Východní    |
| 2003/04 | 80     | 34    | 34     | 9      | 3           | —            | 80   | 210            | 216             | 4. ve Východní    |
| 2004/05 | 80     | 47    | 21     | —      | 7           | 5            | 106  | 276            | 217             | 1. ve Východní    |
| 2005/06 | 80     | 35    | 37     | —      | 4           | 4            | 78   | 258            | 295             | 5. ve Východní    |
| 2006/07 | 80     | 23    | 48     | —      | 4           | 5            | 55   | 225            | 323             | 7. ve Východní    |
| 2007/08 | 80     | 34    | 32     | —      | 9           | 5            | 82   | 255            | 248             | 6. ve Východní    |
| 2008/09 | 80     | 41    | 30     | —      | 5           | 4            | 91   | 232            | 238             | 5. ve Východní    |
| 2009/10 | 80     | 36    | 35     | —      | 6           | 3            | 81   | 251            | 260             | 5. ve Východní    |
| 2010/11 | 80     | 42    | 30     | —      | 3           | 5            | 91   | 255            | 221             | 5. ve Východní    |
| 2011/12 | 76     | 29    | 40     | —      | 5           | 2            | 65   | 201            | 243             | 5. ve Východní    |
| 2012/13 | 76     | 44    | 24     | —      | 1           | 7            | 96   | 227            | 188             | 2. ve Východní    |
| 2013/14 | 76     | 44    | 24     | —      | 3           | 5            | 96   | 276            | 232             | 1. ve Východní    |
| 2014/15 | 76     | 34    | 34     | —      | 7           | 1            | 76   | 242            | 258             | 3. ve Východní    |
| 2015/16 | 76     | 31    | 38     | —      | 6           | 1            | 69   | 204            | 241             | 7. v Severní      |
| 2016/17 | 76     | 28    | 44     | —      | 2           | 2            | 60   | 190            | 266             | 7. v Severní      |

### Play-off
Zdroj: 
| Sezona  | 1. kolo                                                    | 2. kolo                                                    | Finále konference                                          | Finále Calder Cupu                                         |
| ------- | ---------------------------------------------------------- | ---------------------------------------------------------- | ---------------------------------------------------------- | ---------------------------------------------------------- |
| 2002/03 | postup, 3–0, Worcester                                     | postup, 4–2, Bridgeport                                    | porážka, 1–4, Hamilton                                     | —                                                          |
| 2003/04 | mužstvo se nekvalifikovalo (předkolo porážka 0–2, Norfolk) | mužstvo se nekvalifikovalo (předkolo porážka 0–2, Norfolk) | mužstvo se nekvalifikovalo (předkolo porážka 0–2, Norfolk) | mužstvo se nekvalifikovalo (předkolo porážka 0–2, Norfolk) |
| 2004/05 | porážka, 2–4, Wilkes-Barre/Scranton                        | —                                                          | —                                                          | —                                                          |
| 2005/06 | mužstvo se nekvalifikovalo                                 | mužstvo se nekvalifikovalo                                 | mužstvo se nekvalifikovalo                                 | mužstvo se nekvalifikovalo                                 |
| 2006/07 | mužstvo se nekvalifikovalo                                 | mužstvo se nekvalifikovalo                                 | mužstvo se nekvalifikovalo                                 | mužstvo se nekvalifikovalo                                 |
| 2007/08 | mužstvo se nekvalifikovalo                                 | mužstvo se nekvalifikovalo                                 | mužstvo se nekvalifikovalo                                 | mužstvo se nekvalifikovalo                                 |
| 2008/09 | mužstvo se nekvalifikovalo                                 | mužstvo se nekvalifikovalo                                 | mužstvo se nekvalifikovalo                                 | mužstvo se nekvalifikovalo                                 |
| 2009/10 | mužstvo se nekvalifikovalo                                 | mužstvo se nekvalifikovalo                                 | mužstvo se nekvalifikovalo                                 | mužstvo se nekvalifikovalo                                 |
| 2010/11 | postup, 4–3, Manchester                                    | postup, 4–2, Portland                                      | postup, 4–0, Charlotte                                     | Vítěz AHL, 4-2 Houston                                     |
| 2011/12 | mužstvo se nekvalifikovalo                                 | mužstvo se nekvalifikovalo                                 | mužstvo se nekvalifikovalo                                 | mužstvo se nekvalifikovalo                                 |
| 2012/13 | porážka, 0–3, Wilkes-Barre/Scranton                        | —                                                          | —                                                          | —                                                          |
| 2013/14 | porážka, 1–3, Wilkes-Barre/Scranton                        | —                                                          | —                                                          | —                                                          |
| 2014/15 | mužstvo se nekvalifikovalo                                 | mužstvo se nekvalifikovalo                                 | mužstvo se nekvalifikovalo                                 | mužstvo se nekvalifikovalo                                 |
| 2015/16 | mužstvo se nekvalifikovalo                                 | mužstvo se nekvalifikovalo                                 | mužstvo se nekvalifikovalo                                 | mužstvo se nekvalifikovalo                                 |
| 2016/17 | mužstvo se nekvalifikovalo                                 | mužstvo se nekvalifikovalo                                 | mužstvo se nekvalifikovalo                                 | mužstvo se nekvalifikovalo                                 |

## Klubové rekordy

### Za sezonu
Góly: 56, Denis Hamel (2005/06)
Asistence: 85, Jason Spezza (2004/05)
Body:117, Jason Spezza (2004/05)
Trestné minuty: 551, Brian McGrattan (2004/05)
Průměr obdržených branek: 2.12, Robin Lehner (2012/13)
Procento úspěšnosti zákroků: .938, Robin Lehner a Nathan Lawson (oba 2012/13)

### Celkové
Góly: 203, Denis Hamel
Asistence: 189, Denis Hamel
Body: 392, Denis Hamel
Trestné minuty: 1051, Brian McGrattan
Čistá konta: 11, Ray Emery
Vychytaná vítězství: 67, Ray Emery
Odehrané zápasy: 348, Denis Hamel